# وايت نايتس
أولتراس وايت نايتس (بالإنجليزية: Ultras White Knights) (UWK07) مجموعة مشجعين منتمية إلى نادى الزمالك المصري وتم تأسيسها في 17 مارس 2007 ومكانها هو الثالثة يمين الذي 

## الشعار
يتكون شعار الوايت نايتس من ثلاثة وحدات رئيسية هي:
1. الإطار الخارجي لشعار النادى ولقد تم وضعه في الخلفية
2. خوذة محارب (مقطع جانبى) وهو يمثل جماهير نادى الزمالك الملقبة بالفرسان البيضاء ولقد تم وضعه في المقدمة في إشارة إلى أن جماهير النادي الأبيض هي خط الدفاع الأول عن النادي.
3. سيف مقبضة أول أحرف اختصار اسم المجموعة.

كما أن لهم شعار هتافي وهو أخوّة في الدم Brotherhood In Blood ومعناه ان جميع أعضاء المجموعة يربطهم حبهم لناديهم. والتراس الوايت نايتس من رواد حركة الألتراس على الصعيد العربي ولها إنجازات تاريخيه مثل دخلة مباراة المئوية التي كانت من أكبر الدخلات كوربو دوبل في العالم، في مباراة وادي دجلة وأكبر بايروشو في الوطن العربي عن طريق أكثر من 200 شمروخ في مباراة الزمالك والأفريقي كما صدر عنة عدة البومات غنائية منها
- الزمالك هو الحياة
- صوت الفرسان
- 8 فبراير
- شمس الحرية

## نضالها
منذ ظهورها في المدرجات اشتهرت بمؤازرتها ومساندتها للزمالك في كل الأوقات وفي أصعب الظروف واللافت للنظر أنها ظهرت في فترة من أسوأ فترات فريق الكرة في نادي الزمالك..ولكن استمرت مساندتها للفريق رغم استمرار الإخفاقات.
و كان للمجموعة دور في التعبير عن مشاعر الغضب والاستياء بأساليب مختلفة وإن كان أشهرها لافتة سوداء كتب عليها (فقدتم الرجولة ففقدتم تعاطفنا) في رسالة شديدة اللهجة للاعبي الفريق. كما قاموا أيضا بوضع اللافتة المكتوب عليها اسم المجموعة أو كما يطلق عليها في عالم الألتراس (الباش) في وضع مقلوب تعبيرا عن الغضب من سوء النتائج وأيضا اعتراضا على تعنت الأمن وعدم جدية اللاعبين.
المجموعة أيضا لها العديد من الانجازات والريادة في عالم التشجيع..فهي اول مجموعه مصرية تقوم بعمل دخله (كوريو)[بحاجة لمصدر] بعرض الدرجة الثالثة يمين كلها بعد سنه واحده فقط من تأسيسها (يا رب الكاس.. نهائي كأس انبي 2007), وأيضا قامت بعمل دخلة في مدرجات الدرجة الثانية في مباراة المئوية (2011), وحصلت علي المركز الاول عالميا [بحاجة لمصدر] كما حصلت علي 1 عربيا[بحاجة لمصدر] نظرا للاستفتاء

من أهم دخلاتها
قادمـون
نادي الزمالك
مدرسه الفن والهندسة
شيك مات
النيزك
جوكر
خدوه مبروك عليكم
بطل من الروايات
يارب الكاس
ريميمبر
سنظل اوفياء
moon knight
و يتم اتخاذ قرارات المجموعة عن طريق دائرة المسؤولية وهم أشخاص ذو عقلية ألتراس قوية وهم غير معروفين للإعلام أو لمعظم الأشخاص لايمانهم بمبادئ الألتراس ومنها مبدا انتي ميديا
و قد واجهت المجموعة تعنت كبير من جانب الأمن المصري خاصة بعد الهجوم الشديد الذي وجهه الإعلامي وعضو مجلس الشعب وحارس مرمى الأهلى السابق أحمد شوبير على مجموعات الألتراس وتحذيره من هذه الظاهرة الجديدة في المدرجات المصرية.
عالميا قام موقع Ultras Tifo بنشر صوره للمجموعه بحصولة علي المركز الاول من حيث احسن دخلة وكنت دخلة مباراة نهائى كاس مصر 2012 وهى شيك مات [بحاجة لمصدر].
وصنفهــا الموقع ذاتة بانها افضل التراس في أفريقيا والمركز الاول علي العالم من حيث النقاط وكان اولتراس وايت نايتس قد أطلق بيان ليصحح به مسار الأولتراس في بلاد والعودة مرة أخرى الي المنافسة الشريفة داخل المدرجات وكان ذلك البيان التاريخي قبل مجزرة بورسعيد بأيام وقد عاد مرة أخرى الوايت نايتس ليطلق بيان مصالحة بينه وبين جميع اولتراسات بلادة ولكن تعرض الوايت نايتس وقتها لأنتقادات لاذعة علي بيان المصالحة بدعاء انه لايوجد مصالحة بين اولتراس واخر حتي نزلت عدالة السماء لتنصف الوايت نايتس وتثبت انه مصدر ونبع للعقلية ليس في مصر فقط بل في العالم اجمع لتعلن اولتراسات صيربيا أكثر بلاد العالم عنفا ومن أقدم مدارس الأولتراس في العالم عن مصالحة بين جميع اولتراسات صربيا
وقد أُطلق علي المجموعه لقب (زعيم الموفمون) نظراً لتواجدها القوي علي الساحة العربية والعالمية 

## مذبحة استاد الدفاع الجوي
وفي يوم الثامن من فبراير عام 2015 وبعد غياب طويل اعلانه اتحاد الكرة المصري بموافق قوات الأمن الوطني بمعونة المستشار مرتضي منصور رئيس نادي الزمالك عودة الجمهور الي المدرجات في مباراة انبي والزمالك.
وقعت الأحداث بعد محاولة مشجعو نادي الزمالك دخول المباراة بتذاكر مجانية نشرتها ادارة النادي كدعوات دخول المباراة، وذلك لأن الداخلية المصرية سمحت بدخول 10 ألاف مشجع فقط لحضور المباراة، وبحسب ألتراس وايت نايتس فإن قوات الأمن بادرت بإطلاق قنابل الغاز على الجماهير، ردت وزارة الداخلية في بيان وقالت أن الوفيات حدثت نتيجة شدة التدافع بين الجماهير. بينما أكد الطب الشرعي أن جميع الجثث ثبت أنها لقيت مصرعها نتيجة الاختناق بالغاز، مضيفا أنه لا توجد أي طلقات رصاص بالجثامين. نفت مصلحة الطب الشرعي هذا التقرير فيما بعد وأوضحت أنه تمت أحالت الطبيب إلى التحقيق لاتهامه بكتابة تقارير مزورة وغير صحيحة.وقالت أن الطبيب الذي أعد التقارير اعترف في التحقيق أن أهالي المتوفين ضغطوا عليه لكتابة التقارير بأن سبب الوفاة كان نتيجة اختناق بالغاز.
في تصريح متلفز قال هشام عبد الحميد المتحدث بأسم الطب الشرعي إن التدافع هو السبب الوحيد لسقوط الضحايا ونفى ان يكون سبب الوفيات نتيجة الغاز أو طلقات نارية، مضيفاً ان جميع الحالات كانت الإصابة فيها عبارة عن كدمات تتركز في منطقة الصدر والوجه والرأس.